# Дискография альбомов Мэрайи Кэри
Дискография альбомов американской певицы Мэрайи Кэри состоит из пятнадцати студийных альбомов, одного концертного альбома, трёх сборников, четырёх альбомов с лучшими песнями, одного мини-альбома и одного альбома ремиксов. Певица входит в список самых продаваемых музыкальных исполнителей с продажами более 200 миллионов записей в мире. В 2000 году она была награждена Премией тысячелетия на World Music Awards, за то, что стала самой продаваемой артисткой тысячелетия. Согласно сведениям Американской ассоциации звукозаписывающих компаний Мэрайя Кэри занимает 2 место среди женщин и 16 место среди всех музыкантов, чьи продажи превысили отметку в 64 миллиона записей на территории США. Также она входит в число самых продаваемых певиц эпохи Nielsen SoundScan с альбомными продажами более 55,2 миллиона. Четыре её альбома: Mariah Carey, Music Box, Daydream и The Emancipation of Mimi значатся в первой сотне лучших сертифицированных альбомов ассоциации RIAA.
В 1988 году Мэрайя приступила к записи одноимённого дебютного альбома, вышедшего в июне 1990 года. Альбом получил девятикратную Платиновую сертификацию от Американской ассоциации звукозаписывающих компаний (RIAA) за продажи более 9 миллионов копий альбома в Соединённых Штатах Америки. В 1992 году Кэри выпускает второй альбом Emotions.
В 1993 году певица выпускает свой наиболее успешный альбом Music Box, который получил Бриллиантовую сертификацию в США и возглавил чарты многих стран мира. Music Box был самым продаваемым альбомом 1994 года в Азии и остаётся одним из альбомов-бестселлеров всех времён с продажами более 32 миллионов копий.
В 2002 году Мэрайя подписала новый контракт с Island Records и выпустила девятый студийный альбом Charmbracelet, продажи которого были лучше, чем у Glitter, однако, всё ещё не достигали прежнего высокого уровня. Певица взяла трёхлетний перерыв после Charmbracelet и приступила к записи нового материала для The Emancipation of Mimi, который стал альбомом-бестселлером 2005 года в Соединённых Штатах Америки, а также был популярен за пределами страны, получив шестикратную платиновую сертификацию от Американской ассоциации звукозаписывающих компаний (RIAA), с продажами более 12 миллионов копий альбома по всему миру. The Emancipation of Mimi включал в себя «We Belong Together» — «самую успешную песню десятилетия в США», которая 14 недель подряд возглавляла чарт Billboard Hot 100 и вошла в пятёрку лучших синглов во многих странах. В 2008 году Мэрайя выпустила свой одиннадцатый студийный альбом E=MC², который получил платиновую сертификацию от RIAA и был продан в количестве 2.5 миллионов копий по всему миру. Основной сингл альбома «Touch My Body» стал восемнадцатым хитом первой величины в чарте Hot 100 за всю творческую карьеру певицы, сместив Элвиса Пресли на второе место по количеству хитов среди всех артистов. Memoirs of an Imperfect Angel — одна из последних работ певицы стала наименее успешной студийной записью за всю её карьеру и получила золотую сертификацию в Соединённых Штатах. Согласно лейблу Island/Def Jam, было продано несколько миллионов копий альбома во всём мире.

## Студийные альбомы
| Год                                                                          | Название и дополнительные сведения                                                                         | Высшие места в чартах | Высшие места в чартах | Высшие места в чартах | Высшие места в чартах | Высшие места в чартах | Высшие места в чартах | Высшие места в чартах | Высшие места в чартах | Высшие места в чартах | Высшие места в чартах | Продажи | Сертификации |
| Год                                                                          | Название и дополнительные сведения                                                                         | US                    | AUS                   | CAN                   | FRA                   | GER                   | JPN                   | NL                    | NZ                    | SWI                   | UK                    | Продажи | Сертификации |
| ---------------------------------------------------------------------------- | --- | --------------------- | --------------------- | --------------------- | --------------------- | --------------------- | --------------------- | --------------------- | --------------------- | --------------------- | --------------------- | --- | --- |
| 1990                                                                         | Mariah Carey - Выпущен: 12 июня - Лейбл: Columbia (#CK-45202) - Форматы: LP, CD, кассета                   | 1                     | 6                     | 1                     | —                     | 24                    | 13                    | 6                     | 4                     | 15                    | 6                     | - В мире: 20 000 000 - США: 10 000 000 - Япония: 900 000                                                                      | Список - US: 9× Платиновый - AUS: 2× Платиновый - CAN: 7× Платиновый - NL: Платиновый - NZ: 4× Платиновый - SWI: Золотой - UK: Платиновый                                                        |
| 1991                                                                         | Emotions - Выпущен: 17 сентября - Лейбл: Columbia (#CK-47980) - Форматы: LP, CD, кассета                   | 4                     | 8                     | 6                     | —                     | 46                    | 3                     | 9                     | 6                     | 15                    | 4                     | - В мире: 13 000 000 - США: 5 000 000 - Франция: 100 000 - Япония: 1 000 000                                                  | Список - US: 4× Платиновый - AUS: Платиновый - CAN: 4× Платиновый - FRA: Золотой - NL: Золотой - NZ: Платиновый - SWI: Золотой - UK: Платиновый                                                  |
| 1993                                                                         | Music Box - Выпущен: 31 августа - Лейбл: Columbia (#CK-53205) - Форматы: LP, CD, кассета                   | 1                     | 1                     | 2                     | 1                     | 1                     | 2                     | 1                     | 2                     | 1                     | 1                     | - В мире: 34 000 000 - США: 11 000 000 - Канада: 600 000 - Франция: 1 294 700 - Япония: 2 300 000 - Великобритания: 1 180 000 | Список - US: Бриллиантовый - AUS: 12× Платиновый - CAN: 7× Платиновый - FRA: Бриллиантовый - GER: 2× Платиновый - NL: 6× Платиновый - NZ: 5× Платиновый - SWI: 4× Платиновый - UK: 5× Платиновый |
| 1994                                                                         | Merry Christmas - Выпущен: 29 октября - Лейбл: Columbia (#CK-64222) - Форматы: LP, CD, кассета             | 3                     | 2                     | 15                    | 44                    | 15                    | 1                     | 4                     | 10                    | 4                     | 32                    | - В мире: 20 000 000 - США: 6 000 000 - Канада: 200 000 - Япония: 2 800 000 - Великобритания: 311 000                         | Список - US: 5× Платиновый - AUS: 6× Платиновый - CAN: Платиновый - GER: Золотой - NL: Платиновый - NZ: 2× Платиновый - SWI: Золотой - UK: Платиновый                                            |
| 1995                                                                         | Daydream - Выпущен: 28 сентября - Лейбл: Columbia - Форматы: LP, CD, кассета                               | 1                     | 1                     | 13                    | 2                     | 1                     | 1                     | 1                     | 1                     | 1                     | 1                     | - В мире: 31 000 000 - США: 11 000 000 - Франция: 730 400 - Япония: 2 200 000 - Великобритания: 649 000                       | Список - US: Бриллиантовый - AUS: 5× Платиновый - CAN: 7× Платиновый - FRA: 2× Платиновый - GER: Платиновый - NL: Платиновый - NZ: 5× Платиновый - SWI: Золотой - UK: 2× Платиновый              |
| 1997                                                                         | Butterfly - Выпущен: 16 сентября - Лейбл: Columbia - Форматы: LP, CD, кассета                              | 1                     | 1                     | 1                     | 6                     | 7                     | 1                     | 1                     | 4                     | 3                     | 2                     | - В мире: 13 000 000 - США: 4 000 000 - Франция: 200 000 - Япония: 1 000 000                                                  | Список - US: 5× Платиновый - AUS: 2× Платиновый - CAN: 2× Платиновый - FRA: 2× Золотой - NL: Золотой - NZ: Платиновый - SWI: Золотой - UK: Золотой                                               |
| 1999                                                                         | Rainbow - Выпущен: 27 октября - Лейбл: Columbia (#63800) - Форматы: LP, CD, кассета                        | 2                     | 4                     | 2                     | 1                     | 3                     | 2                     | 4                     | 11                    | 2                     | 8                     | - В мире: 10 000 000 - США: 3 500 000 - Канада: 300 000 - Франция: 423 000 - Япония: 422 230                                  | Список - US: 3× Платиновый - AUS: Золотой - CAN: 2× Платиновый - FRA: Платиновый - GER: Платиновый - NL: Золотой - NZ: Платиновый - SWI: Золотой - UK: Золотой                                   |
| 2001                                                                         | Glitter - Выпущен: 18 августа - Лейбл: Virgin - Форматы: LP, CD, кассета                                   | 7                     | 13                    | 4                     | 5                     | 7                     | 1                     | 12                    | 11                    | 10                    | 10                    | - В мире: 2 500 000 - США: 670 000 - Франция: 121 900 - Япония: 261 900 - Великобритания: 55 080                              | Список - US: Платиновый - SWI: Золотой - FRA: Золотой |
| 2002                                                                         | Charmbracelet - Выпущен: 20 ноября - Лейбл: Island - Форматы: LP, CD, кассета                              | 3                     | 42                    | 30                    | 12                    | 32                    | 4                     | 30                    | —                     | 9                     | 52                    | - В мире: 3 000 000 - США: 1 170 000 - Франция: 183 600 - Япония: 240 440 - Великобритания: 122 010                           | Список - US: Платиновый - CAN: Золотой - FRA: Золотой - SWI: Золотой - UK: Золотой |
| 2005                                                                         | The Emancipation of Mimi - Выпущен: 30 марта - Лейбл: Island - Форматы: CD, цифровой контент               | 1                     | 6                     | 2                     | 4                     | 14                    | 2                     | 8                     | 12                    | 9                     | 7                     | - В мире: 12 000 000 - США: 7 000 000 - Франция: 100 000 - Япония: 259 275 - Великобритания: 671 000                          | Список - US: 6× Платиновый - AUS: Платиновый - CAN: 3× Платиновый - FRA: Золотой - NZ: Платиновый - UK: 2× Платиновый                                                                            |
| 2008                                                                         | E=MC² - Выпущен: 14 апреля - Лейбл: Island - Форматы: LP, CD, цифровой контент                             | 1                     | 2                     | 1                     | 6                     | 7                     | 7                     | 11                    | 10                    | 5                     | 3                     | - В мире: 3 000 000 - США: 1 300 000 - Франция: 32 800 - Япония: 146 293 - Великобритания: 136 986                            | Список - US: Платиновый - AUS: Золотой - CAN: Платиновый - UK: Золотой |
| 2009                                                                         | Memoirs of an Imperfect Angel - Выпущен: 22 сентября - Лейбл: Island - Форматы: LP, CD, цифровой контент   | 3                     | 6                     | 5                     | 10                    | 27                    | 9                     | 26                    | 25                    | 18                    | 23                    | - В мире: 2 000 000 - США: 555 000 - Великобритания: 80 308                                                                   | Список - US: Золотой - UK: Серебряный |
| 2010                                                                         | Merry Christmas II You - Выпущен: 2 ноября - Лейбл: Island - Форматы: LP, CD, цифровой контент             | 4                     | 27                    | 14                    | 82                    | 77                    | 24                    | 52                    | —                     | —                     | —                     | В мире: 1 100 000 - США: 600 000                                                                                              | Список - US: Золотой |
| 2014                                                                         | Me. I Am Mariah... The Elusive Chanteuse - Выпущен: 6 мая - Лейбл: Def Jam - Форматы: CD, цифровой контент | 3                     | 5                     | 8                     | 26                    | 27                    | 25                    | 14                    | 11                    | 16                    | 14                    | В мире: 800 000 - США: 400 000                                                                                                | |
| 2018                                                                         | Caution - Выпущен: 16 ноября 2018 - Лейбл: Epic - Форматы: LP, CD, цифровой контент                        | 5                     | 15                    | 15                    | 71                    | 67                    | 30                    | 38                    | 40                    | 35                    | 40                    | В мире: 500 000 - США: 43 000                                                                                                 | |
| Знак «—» обозначает, что альбом не вошёл в чарт или не был выпущен в стране. | |                       |                       |                       |                       |                       |                       |                       |                       |                       |                       | | |

## Сборники
| Год                                                                          | Название и дополнительные сведения                                                                     | Высшие места в чартах | Высшие места в чартах | Высшие места в чартах | Высшие места в чартах | Высшие места в чартах | Высшие места в чартах | Высшие места в чартах | Высшие места в чартах | Высшие места в чартах | Высшие места в чартах | Продажи                                                                                                | Сертификации |
| Год                                                                          | Название и дополнительные сведения                                                                     | US                    | AUS                   | CAN                   | FRA                   | GER                   | JPN                   | NL                    | NZ                    | SWI                   | UK                    | Продажи                                                                                                | Сертификации |
| ---------------------------------------------------------------------------- | --- | --------------------- | --------------------- | --------------------- | --------------------- | --------------------- | --------------------- | --------------------- | --------------------- | --------------------- | --------------------- | --- | --- |
| 1998                                                                         | #1’s - Выпущен: 17 ноября - Лейбл: Columbia (#CK-69670) - Форматы: LP, CD, кассета                     | 4                     | 6                     | 6                     | 2                     | 10                    | 1                     | 15                    | 13                    | 3                     | 10                    | - В мире: 20 000 000 - США: 5 000 000 - Франция: 732 400 - Япония: 3 600 000 - Великобритания: 768 000 | Список - US: 5× Платиновый - AUS: Платиновый - CAN: 3× Платиновый - FRA: 2× Платиновый - GER: Золотой - NL: 2× Золотой - NZ: 2× Платиновый - SWI: Платиновый - UK: 2× Платиновый |
| 2008                                                                         | The Ballads - Выпущен: 17 октября - Лейбл: Columbia / Legacy / Virgin - Форматы: CD, цифровой контент  | 10                    | 79                    | —                     | 39                    | —                     | 19                    | 5                     | 19                    | —                     | 13                    | - США: 395 000                                                                                         | Список - UK: Золотой |
| 2015                                                                         | #1 to Infinity - Выпущен: 15 мая - Лейбл: Columbia / Epic / Legacy - Форматы: LP, CD, цифровой контент | 29                    | 18                    | —                     | 132                   | —                     | 19                    | 44                    | 25                    | 49                    | 8                     | - США: 86 000                                                                                          | Список - UK: Серебряный |
| Знак «—» обозначает, что альбом не вошёл в чарт или не был выпущен в стране. | |                       |                       |                       |                       |                       |                       |                       |                       |                       |                       | | |

## Концертные альбомы
| Год                                                                               | Информация                                                                                    | Высшие места в чартах | Высшие места в чартах | Высшие места в чартах | Высшие места в чартах | Высшие места в чартах | Высшие места в чартах | Высшие места в чартах | Высшие места в чартах | Высшие места в чартах | Высшие места в чартах | Продажи                                                          | Сертификации |
| Год                                                                               | Информация                                                                                    | US                    | AUS                   | CAN                   | FRA                   | GER                   | JPN                   | NL                    | NZ                    | SWI                   | UK                    | Продажи                                                          | Сертификации |
| --------------------------------------------------------------------------------- | --------------------------------------------------------------------------------------------- | --------------------- | --------------------- | --------------------- | --------------------- | --------------------- | --------------------- | --------------------- | --------------------- | --------------------- | --------------------- | ---------------------------------------------------------------- | --- |
| 1992                                                                              | MTV Unplugged - Выпущен: 2 июня 1992 - Лейбл: Columbia (#CK-52758) - Форматы: LP, CD, кассета | 3                     | 7                     | 6                     | 22                    | 30                    | 13                    | 21                    | 1                     | 19                    | 3                     | - World: 7,000,000 - US: 2,800,000 - FRA: 200,000 - JPN: 500,000 | - US: 3× Платиновая - AUS: Платиновая - CAN: Платиновая - FRA: 2× Золотая - NL: 2× Платиновая - NZ: 2× Платиновая - SWI: Золотая - UK: Золотая |
| Знак «—» обозначает, что альбом не вошёл в чарт или не был издан в данной стране. |                                                                                               |                       |                       |                       |                       |                       |                       |                       |                       |                       |                       |                                                                  | |

## Мини-альбомы
| Год                                                                               | Информация                                                                             | Высшие места в чартах | Высшие места в чартах | Высшие места в чартах | Высшие места в чартах | Высшие места в чартах | Высшие места в чартах | Высшие места в чартах | Высшие места в чартах | Высшие места в чартах | Высшие места в чартах | Продажи | Сертификации |
| Год                                                                               | Информация                                                                             | US                    | AUS                   | CAN                   | FRA                   | GER                   | JPN                   | NL                    | NZ                    | SWI                   | UK                    | Продажи | Сертификации |
| --------------------------------------------------------------------------------- | -------------------------------------------------------------------------------------- | --------------------- | --------------------- | --------------------- | --------------------- | --------------------- | --------------------- | --------------------- | --------------------- | --------------------- | --------------------- | ------- | ------------ |
| 2000                                                                              | Valentines - Выпущен: 1 января 2000 - Лейбл: Columbia (#A31158) - Форматы: CD, кассета | —                     | —                     | —                     | —                     | —                     | —                     | —                     | —                     | —                     | —                     |         |              |
| Знак «—» обозначает, что альбом не вошёл в чарт или не был издан в данной стране. |                                                                                        |                       |                       |                       |                       |                       |                       |                       |                       |                       |                       |         |              |

## Ремикс-альбомы
| Год                                                                               | Информация                                                                                      | Высшие места в чартах | Высшие места в чартах | Высшие места в чартах | Высшие места в чартах | Высшие места в чартах | Высшие места в чартах | Высшие места в чартах | Высшие места в чартах | Высшие места в чартах | Высшие места в чартах | Продажи       | Сертификации |
| Год                                                                               | Информация                                                                                      | US                    | AUS                   | CAN                   | FRA                   | GER                   | JPN                   | NL                    | NZ                    | SWI                   | UK                    | Продажи       | Сертификации |
| --------------------------------------------------------------------------------- | ----------------------------------------------------------------------------------------------- | --------------------- | --------------------- | --------------------- | --------------------- | --------------------- | --------------------- | --------------------- | --------------------- | --------------------- | --------------------- | ------------- | ------------ |
| 2003                                                                              | The Remixes - Выпущен: 14 октября 2003 - Лейбл: Columbia, Virgin, Island - Форматы: CD, кассета | 26                    | 78                    | —                     | 60                    | —                     | 95                    | 99                    | 36                    | 69                    | 35                    | - US: 280,000 |              |
| Знак «—» обозначает, что альбом не вошёл в чарт или не был издан в данной стране. |                                                                                                 |                       |                       |                       |                       |                       |                       |                       |                       |                       |                       |               |              |

## Бокс-сеты
| Год  | Информация                                                                                    | Примечания |
| ---- | --------------------------------------------------------------------------------------------- | --- |
| 1998 | 12s - Выпущен: 1998 - Лейбл: Columbia - Форматы: Vinyl                                        | - Издание с ограниченным тиражом состоит из десяти 12-дюймовых ремикс-синглов. - В список композиций вошли: «Someday», «There's Got to Be a Way», «Honey», «My All», «Fantasy», «Anytime You Need a Friend», «Dreamlover» и др. |
| 2009 | 3CD Collector’s Set - Выпущен: 5 октября 2009 - Лейбл: Island - Форматы: CD, digital download | - Бокс-сет на 3трёх CD состоит из альбомов Charmbracelet, The Emancipation of Mimi и E=MC², так же есть дополнительное место для Memoirs of an Imperfect Angel.                                                                 |

## Другие альбомы
| Год  | Информация                                                                    | Примечания |
| ---- | ----------------------------------------------------------------------------- | --- |
| 1998 | VH1 Divas Live - Выпущен: 5 октября 1998 - Лейбл: Sony - Форматы: CD, кассета | - Концертный альбом записанный на VH1 Diva’s Live в 1998 году. - Помимо Мэрайи в концерте приняли участие Селин Дион, Глория Эстефан, Арета Франклин и Шанайя Твейн. - Вошёл в десятку лучших альбомов в различных странах. |

## Комментарии
1. ↑  Продажи альбома Mariah Carey в США представлены по состоянию на 1991 год[16].
2. ↑  Продажи альбома Mariah Carey в Японии представлены по состоянию на июнь 2015 года[17].
3. ↑  Продажи альбома Emotions в США представлены на ноябрь 2018 года согласно сведениям Nielsen SoundScan[25].
4. ↑  Продажи альбома Emotions во Франции на конец 2001 года[26].
5. ↑  Продажи альбома Emotions в Японии представлены по состоянию на ноябрь 2002 года[27].
6. ↑  Согласно Nielsen SoundScan продажи Music Box в США к ноябрю 2018 года составляли 7 300 000 копий[25], не считая дополнительные 735 000 копий, проданные через BMG Music Clubs[29]. Компания Nielsen SoundScan не учитывает тираж проданных альбомов через сервис BMG Music, который был достаточно популярен в 1990-х[30].
7. ↑  Продажи альбома Music Box в Канаде на январь 1995 года[31].
8. ↑  Продажи альбома Music Box во Франции на конец 2018 года[32].
9. ↑  Продажи альбома Music Box в Японии на июнь 2015 года[33].
10. ↑  Продажи альбома Music Box в Великобритании на ноябрь 2018 года[34].
11. ↑  Альбом Merry Christmas был выпущен впервые 29 октября 1994 года в Австралии[37], Бразилии[38], Канаде[39], Германии[40], Японии[41], Новой Зеландии[42] и США[43].
12. ↑  Мировые продажи альбома Merry Christmas представлены по состоянию на декабрь 2005 года[44].
13. ↑  Продажи альбома Merry Christmas в США представлены на ноябрь 2018 года согласно сведениям Nielsen SoundScan[25].
14. ↑  Продажи альбома Merry Christmas в Канаде на январь 1995 года[31].
15. ↑  Продажи альбома Merry Christmas в Японии на ноябрь 2018 года[45][46].
16. ↑  Продажи альбома Merry Christmas с 2000-х[47].
17. ↑  

Альбом Daydream был выпущен впервые 28 сентября 1995 года в Австралии[49], Бразилии[50], Канаде[51], Японии[52], Новой Зеландии[53] и США[54].
18. ↑  
Согласно Nielsen SoundScan продажи Daydream в США к ноябрю 2018 года составляли 7 700 000 копий[25], не считая дополнительные 848 000 копий, проданные через BMG Music[29]. Компания Nielsen SoundScan не учитывает тираж проданных альбомов через сервис BMG Music, который был достаточно популярен в 1990-х[30].
19. ↑  Продажи альбома Daydream во Франции представлены по состоянию на январь 2000 года[55].
20. ↑  Продажи альбома Daydream в Японии на июнь 2015 года[56].
21. ↑  Продажи альбома Daydream в Великобритании на ноябрь 2018 года[34].
22. ↑  Продажи альбома Butterfly в США представлены на ноябрь 2018 года согласно сведениям Nielsen SoundScan[25].
23. ↑  France sales figure for Butterfly as of September 1998[57].
24. ↑  Japan sales figure for Butterfly as of September 1997[58].
25. ↑  Rainbow was released on October 27, 1999, in Australia[60], Brazil[61], Canada[62], Japan[63], and New Zealand[64].
26. ↑  As of November 2018, Rainbow has sold 2,900,000 copies in the United States according to Nielsen SoundScan[25], with an additional 443,000 sold at BMG Music Clubs[29]. Nielsen SoundScan does not count albums sold through clubs like the BMG Music Service, which were significantly popular in the 1990s[30].
27. ↑  Canada sales figure for Rainbow as of February 2000[65].
28. ↑  Продажи альбома Rainbow во Франции на конец 2018 года[26].
29. ↑  Japan sales figure for Rainbow as of November 1999[66].
30. ↑  Worldwide sales figure for Glitter as of January 2002[69].
31. ↑  United States sales figure for Glitter as of November 2018 according to Nielsen SoundScan[70].
32. ↑  Продажи альбома Glitter во Франции на конец 2001 года[26]
33. ↑  Japan sales figure for Glitter as of November 2001[71].
34. ↑  United Kingdom sales figure for Glitter as of July 2014[72].
35. ↑  Worldwide sales figure for Charmbracelet as of 2004[74].
36. ↑  United States sales figure for Charmbracelet as of November 2018 according to Nielsen SoundScan[25].
37. ↑  Продажи альбома Charmbracelet во Франции на конец 2001 года[26]
38. ↑  Japan sales figure for Charmbracelet as of November 2003[75].
39. ↑  United Kingdom sales figure for Charmbracelet as of April 2008[76].
40. ↑  Worldwide sales figure for The Emancipation of Mimi as of September 2005[78].
41. ↑  United States sales figure for The Emancipation of Mimi as of November 2018 according to Nielsen SoundScan[25].
42. ↑  France sales figure for The Emancipation of Mimi as of September 2005[28][57].
43. ↑  Japan sales figure for The Emancipation of Mimi as of November 2005[79].
44. ↑  United Kingdom sales figure for The Emancipation of Mimi as of November 2018[34].
45. ↑  Memoirs of an Imperfect Angel was released on September 22, 2009, in Australia[87], Brazil[88], Germany[89], Japan[90] and New Zealand[91].
46. ↑  Worldwide sales figure for Memoirs of an Imperfect Angel as of June 2015[92].
47. ↑  United States sales figure for Memoirs of an Imperfect Angel as of November 2018 according to Nielsen SoundScan[25].
48. ↑  United Kingdom sales figure for Memoirs of an Imperfect Angel as of November 2010[93].
49. ↑  United States sales figure for Me. I Am Mariah... The Elusive Chanteuse as of November 2018 according to Nielsen SoundScan[25].
50. ↑  United States sales figure for Me. I Am Mariah... The Elusive Chanteuse as of November 2018 according to Nielsen SoundScan[25].
51. ↑  United States sales figure for Caution as of November 2018 according to Nielsen SoundScan[95].
52. ↑  Мировые продажи альбома #1's представлены по состоянию на март 2009 года[96].
53. ↑  Согласно Nielsen SoundScan продажи #1's в США к ноябрю 2018 года составляли 3 900 000 копий[25], не считая дополнительный 1 000 000 копий, проданный через BMG Music[29]. Компания Nielsen SoundScan не учитывает тираж проданных альбомов через сервис BMG Music, который был достаточно популярен в 1990-х[30].
54. ↑  Продажи альбома #1's в Японии на ноябрь 2018 года[46].
55. ↑  Продажи альбома #1's в Великобритании на ноябрь 2018 года[34].
56. ↑  Продажи альбома The Ballads в США представлены на ноябрь 2018 года согласно сведениям Nielsen SoundScan[25].
57. ↑  Альбом #1 to Infinity был выпущен впервые 15 мая 2015 года в Австралии[97], Бразилии[98], Германии[99], Японии[100] и Новой Зеландии[101].
58. ↑  Продажи альбома Me. I Am Mariah... The Elusive Chanteuse в США представлены на ноябрь 2018 года согласно сведениям Nielsen SoundScan[25].